# Angel Arch
Angel Arch est une arche naturelle du comté de San Juan, dans l'Utah, aux États-Unis. Elle est protégée au sein du parc national des Canyonlands.